# Picramnia bullata
Picramnia bullata är en tvåhjärtbladig växtart som beskrevs av William Wayt Thomas. Picramnia bullata ingår i släktet Picramnia och familjen Picramniaceae. Inga underarter finns listade.